# Jens Hahn
Jens Hahn (* 16. November 1962 in Stollberg/Erzgeb.) ist ein deutscher Heimatforscher, der sich vor allem mit der Bergbaugeschichte des Erzgebirges befasst.

## Leben
Hahn ist gelernter Facharbeiter für BMSR-Technik. Bis 1991 war er als Betriebselektriker eines Unternehmens seines Heimatortes Zwönitz tätig. Nach der Wende war er gezwungen, verschiedenen Tätigkeiten nachzugehen, bis er sich 2001 entschied, sich fortan als Publizist und Kleinverleger (Verlag Obererzgebirgischer Silberspiegel) zu betätigen. Seit 1991 ist er ehrenamtlicher Vorsitzender der IG Historischer Erzbergbau Lößnitz.
Er forscht und publiziert zum historischen Bergbau im Erzgebirge. Dabei fokussiert er auf den Bergbau um Zwönitz sowie den der schönburgischen Bergstädte Elterlein, Lößnitz, Oberwiesenthal und Scheibenberg, worüber er mehrere Sachbücher und Broschüren veröffentlichte. Daneben entstanden zahlreiche Beiträge in regionalen Zeitungen und Zeitschriften, wie der Freien Presse oder den Erzgebirgischen Heimatblättern. Die erzgebirgische Bergbaugeschichte verarbeitete er in den letzten Jahren vermehrt auch belletristisch.

## Ehrungen
- Verdienstmedaille der Stadt Zwönitz in Bronze (2004)
- Verdienstmedaille der Stadt Lößnitz in Gold (2011)[1]

## Schriften (Auswahl)

### Sachbücher
- Vom Bergbau in der ehemals Hochgräflich Schönburgischen freien Bergstadt Lößnitz und ihrer Dörfer, DNB 98999533X
  - Teil I. Abriß zur Geschichte und bergbauliche Spurensuche (= Beiträge zur Geschichte der Stadt Lößnitz, Heft 3), Lößnitz 2001, DNB 988187817
  - Teil II. Siedlungs- und bergbauhistorische Streifzüge durch die Geschichte des Kuttengrundes (= Beiträge zur Geschichte der Stadt Lößnitz, Heft 5), Lößnitz 2001, DNB 988187957
- Herkules-Frisch-Glück und Co. Berggeschrei am Fürstenberg: Ein montangeschichtliches Begleitbuch in Wort und Bild, Obererzgebirgischer Silberspiegel, Zwönitz 2007, ISBN 978-3-00-020069-4
- Die Geschichte des Bergbaus in Zwönitz (= Beiträge zur Geschichte der Stadt und ihrer Dörfer, Heft 21), Stadtverwaltung Zwönitz, Zwönitz 2007, DNB 986958727
- Elterlein, Scheibenberg, Oberwiesenthal: drei Bergstädte im Erzgebirge – Erzbergbau und Knappschaftswesen bis zum 20. Jahrhundert, Obererzgebirgischer Silberspiegel, Zwönitz 2010, ISBN 978-3-00-029673-4

### Belletristik
- Leuchtendes Silbergebirge: Schicksalhafte Begebenheiten aus der Geschichte des erzgebirgischen Bergbaus, Altis-Verlag, Friedrichsthal 2001. ISBN 3-910195-33-4
- Gefangen im Begräbnisberg: Bergunglücke und Anekdoten aus dem silbernen Erzgebirge, Obererzgebirgischer Silberspiegel, Zwönitz 2003, ISBN 3-00-012618-X
- Pechmännels Rache: Ein Berg-Krimi aus dem Erzgebirge des 19.Jahrhunderts nach wahren Begebenheiten, Obererzgebirgischer Silberspiegel, Zwönitz 2005, ISBN 3-00-015750-6
- Bannmeile: Ein historischer Kriminalroman aus den Wäldern des Erzgebirges nach wahren Überlieferungen, Obererzgebirgischer Silberspiegel, Zwönitz 2011, ISBN 978-3-00-035840-1
- Kammerflimmern am Kalkberg: Abenteuerlicher Kriminalroman aus dem Erzgebirge, Obererzgebirgischer Silberspiegel, Zwönitz 2013, ISBN 978-3-00-042988-0
- Bergmännischer Pitaval aus dem sächsischen Erzgebirge: Sagenhaftes aus 1001 Bergmannsschicht, Obererzgebirgischer Silberspiegel, Zwönitz 2014, ISBN 978-3-00-047712-6
- Lockruf der Finsternis: Erzgebirgisch-vogtländische Katastrophen und Schauergeschichten aus wilhelminischer Zeit, Obererzgebirgischer Silberspiegel, Zwönitz 2017, ISBN 	978-3-00-056848-0